# Calosoma fulgens
Calosoma (Castrida) fulgens – gatunek chrząszcza z rodziny biegaczowatych, podrodziny Carabinae i plemienia Carabini.

## Taksonomia
Gatunek ten został opisany przez Maximiliena Chaudoira w 1869. Holotypem jest samiec odłowiony w Paragwaju, zdeponowany w Muzeum Historii Naturalnej w Paryżu. W 1921 roku R. F. Campos potraktował ten gatunek jako odmianę Calosoma alternans. W 1927 Stephan von Breuning umieścił C. fulgens w podrodzaju Callistriga, a w 1932 Georges Vacher de Lapouge sklasyfikował go jako podgatunek Caminara lateralis. René Jeannel w 1940 potraktował go jako osobny gatunek i włączył do rodzaju i podrodzaju Castrida s. str.. W podrodzaju Castrida umieszczony został w 1963 roku przez Tatianę Gidaspow.

## Opis
Chrząszcze osiągają od 24 lub 25 do 28 lub 30 mm długości ciała. Ciało wąskie, ciemne, metalicznie zielone z jasnomiedzianym dyskiem pokryw, odnóżami, narządami gębowymi, czułkami i większością spodu ciemnosmolistymi, a metepisternum z metalicznym połyskiem. Głowa drobno punktowana na czole, a grubiej po bokach. Przedplecze równomiernie zaokrąglone (silniej u samców), o tylnych kątach bardzo małych, prawie zatartych. Pokrywy wydłużone, o międzyrzędach bardzo słabo lub umiarkowanie wypukłych. Dołki na pokrywach niekontrastujące, obecne na międzyrzędach 3, 7 i 11. U samic pokrywy wyglądają na rozdęte. Krętarz tylnych odnóży samców o silnie spiczastym wierzchołku, haczykowaty. Przednie stopy samców o trzech członach nasadowych rozszerzonych i opatrzonych oszczecinionymi poduszeczkami pod spodem. Samice mają krętarze tylne tępo zakończone, nie posiadają poduszeczek, a na VI sternicie mają zwielokrotnione szczecinki. Edeagus samców o wierzchołku zdecydowanie wydłużonym i silnie podgiętym.

## Biologia i ekologia
Gatunek uskrzydlony, przylatujący nocą do światła. Obserwowany podczas polowania na gąsienice sówkowatych.
Zasiedla łąki, prerie i sawanny, gdzie bytuje pośród roślinności zielnej. Aktywne imagines spotykane są od stycznia i lutego do kwietnia i od sierpnia do października.

## Rozprzestrzenienie
Gatunek neotropikalny, wykazany z Paragwaju, Urugwaju, Boliwii, Ekwadoru, Peru i Kolumbii. Doniesienia z Chile i Brazylii wymagają potwierdzenia. Możliwe jest jego występowanie we wschodniej Panamie i na półwyspie Azuero.